# 丰州 (西魏)
丰州，中国古代的州。
西魏废帝元年（553年），改兴州置，治所在郧乡县（今湖北省十堰市郧阳区），北周武成元年（559年）移治延岑城（今丹江口市西北）。下辖齐兴郡、武当郡、安富郡。隋朝开皇五年（585年），又改为均州。